# Algèbre syncopée
Pour les articles homonymes, voir Algèbre (homonymie).
L'algèbre syncopée désigne une forme intermédiaire d'écriture mathématique, entre l'algèbre rhétorique (où tout est exprimé avec des mots) et l'algèbre symbolique moderne. Elle consiste essentiellement en l'utilisation de notations abrégées (d'où le qualificatif de syncopé, qui signifie abrégé). Cependant, pour les mathématiciens utilisant l'algèbre syncopée, le pas n'est pas franchi de considérer les symboles comme des entités mathématiques à part entière. Notamment, il n'y a pas de symbole réservé pour l'inconnue d'une équation qui soit manipulable comme un nombre. François Viète sera le premier à noter des équations avec des paramètres et à énoncer pour les équations formelles ainsi créées les mêmes règles de calcul qu'on applique aux nombres. Ce système de notation, appelé logistique spécieuse sera amélioré, notamment par Thomas Harriot, William Oughtred, James Hume, Albert Girard et René Descartes, pour donner l'algèbre symbolique moderne.
La distinction entre algèbre rhétorique, algèbre syncopée et algèbre symbolique est posée pour la première fois par Georg Heinrich Ferdinand Nesselmann en 1842.

## Exemples

### Différentes puissances d'une inconnue
Par exemple, une inconnue x étant posée, ce qui en algèbre symbolique actuelle s'écrit 5x3+2x2 pourrait être traduit en algèbre rhétorique par « 5 cubes et 2 carrés » et, en algèbre syncopée, 5Q+2C, où Q désigne le cube de l'inconnue et C son carré. Le fait de noter différemment le carré et le cube de l'inconnue, de ne pas attribuer de symbole distinctif à l'inconnue, est caractéristique de l'algèbre syncopée.

## Historique

### Avant Diophante
Dès la Haute Antiquité, des problèmes sont énoncés en « algèbre rhétorique » (bien que le terme d'algèbre soit ici contesté). Bien qu'utilisant un vocabulaire géométrique, les problèmes mésopotamiens peuvent aisément être transcrits en notation moderne. Par exemple, la tablette babylonienne BM 13901 contient le problème :
Problème — J'ai soustrait le côté d'un carré de la surface et le résultat est 14,30.
Ce qui, de nos jours, se traduit directement, en posant x le côté du carré par :
x2 — x = 14,30.
Le fait d'ajouter des côtés de carré avec des surfaces, comme ci-dessus, montre une certaine conceptualisation « algébrique » mais cette « algèbre » reste rhétorique : les règles ne sont données qu'à travers des exemples. Les babyloniens savaient résoudre certaines équations, mais n'ont jamais franchi le pas d'une notation algébrique qui leur aurait permis d'écrire des méthodes générales.
D'autre part, au IVe siècle av. J.-C., Aristote utilise des lettres dans ses discours de logique, mais sans que le lien soit fait avec les équations.

### Diophante, premier «père de l'algèbre»
Diophante d'Alexandrie (IIIe siècle) utilise quelques abréviations dans ses textes pour les opérations : le signe ⋔ pour la soustraction, le mot ενμοριϖ (« partie de... ») pour la division, la juxtaposition des signes pour l'addition. Il remplace les mots les plus courants par leurs lettres initiales ou finales.

### L'algèbre arabe
Au début du IXe siècle, l'Abrégé du calcul par la restauration et la comparaison (ou Algebra) d'Al-Khwarizmi, bien qu'ouvrage fondateur de l'algèbre — et qui a donné son nom à cette science — est entièrement rhétorique : même l'écriture des nombres n'utilise pas de symboles autres que les mots du langage usuel, écrits en toutes lettres.

### En Europe
L'algèbre syncopée laisse peu à peu place à l'algèbre symbolique au cours du XVIIe siècle en Europe.
Le calcul opérationnel conduit à y représenter les opérations que sont l'intégration ou la dérivation comme des nombres. Enfin, l'opérateur nabla représente à son tour une opération vectorielle exactement comme une simple quantité.

### Articles
- Filippo Russo, « La constitution de l'algèbre au XVIe siècle : étude de la structure d'une évolution », Revue d'histoire des sciences et de leurs applications, vol. 12, no 3,‎ 1959, p. 193-208 (lire en ligne)
- Jean-Pierre Desclés et Kye-Seop Cheong, « Analyse critique de la notion de variable : points de vue sémiotique et formel », Mathématiques et Sciences humaines - Mathematics and Social Sciences, EHESS, vol. 44, no 173,‎ 2006, p. 43-102 (lire en ligne)
- Robert Lyons, « Les symboles mathématiques modernes », Mathadore, vol. 2, no 80,‎ 31 mars 2002 (lire en ligne)
- Michel Serfati, « Descartes et la constitution de l'écriture symbolique mathématique », Revue d'histoire des sciences, vol. 51, nos 2-3,‎ 1998, p. 237-290 (lire en ligne)

### Ouvrages
- Jean-Claude Colbus et Brigitte Hébert, Les outils de la connaissance : enseignement et formation intellectuelle en Europe entre 1453 et 1715, Saint-Étienne, Publications de l'Université de Saint-Étienne, coll. « Renaissance et âge baroque », 2006, 390 p. (ISBN 978-2-86272-414-0, BNF 40238885)
- A. Dahan-Dalmedico et J. Peiffer, Une histoire des mathématiques : Routes et dédales, 1986 [détail des éditions]
- Ahmed Djebbar (préf. Bernard Maitte), L'algèbre arabe, genèse d'un art, Vuibert/Adapt, 2005, 214 p. (ISBN 2711753816) — Tour d'horizon de l'algèbre arabe, des origines au XVe siècle.
- (en) Otto Neugebauer, The Exact Sciences in Antiquity, New York, Dover, 1957 (réimpr. 1969), 240 p. (ISBN 978-0-486-22332-2, BNF 37426347)